# 에이지 (연호)
에이지(永治, えいじ)는 일본의 연호(元号) 중 하나이다.
- 전후 : 호엔(保延) 이후 - 고지(康治) 이전.
- 시기 : 1141년
- 천황 : 스토쿠 천황, 고노에 천황

## 개원(改元)
- 호엔 7년 7월 10일(율리우스력 1141년 8월 13일), 신유혁명에 해당해 개원.
- 에이지 2년 4월 28일(율리우스력 1142년 5월 25일), 고지로 개원된다.

## 출전
- 『전론(典論)』의 「禮樂興於上，頌聲作於下。時成王년二十二享國三十년世永治長。」
- 『진서・무제기』의 「見土地之廣，謂萬葉而無虞；睹天下之安，謂千년而永治。」

## 서력과의 대조표
| 에이지 | 원년   | 2년    |
| ------ | ------ | ------ |
| 서력   | 1141년 | 1142년 |
| 간지   | 신유   | 임술   |

## 같이 보기
- 일본의 연호 일람
- 영치(永治) : 베트남 레 왕조의 연호(1676년 ~ 1680년 음력 10월).

| 이전 호엔 | 일본의 연호 1141년 ~ 1142년 | 다음 고지 |